# Turew (osada leśna w województwie wielkopolskim)
Turew – osada leśna w Polsce położona w województwie wielkopolskim, w powiecie kościańskim, w gminie Kościan.
W latach 1975–1998 miejscowość administracyjnie należała do województwa leszczyńskiego.